# شعب الغبيس (القفر)

تعديل مصدري - تعديل

شعب الغبيس محلة تابعة لقرية بني ناجي، التابعة لعزلة بني مبارز بمديرية القفر إحدى مديريات محافظة إب في الجمهورية اليمنية، بلغ تعداد سكانها 74 حسب تعداد اليمن لعام 2004.